# Vienna Blood – Königin der Nacht
Vienna Blood – Königin der Nacht (englischer Titel: The Queen of the Night) ist ein britisch-österreichischer Fernsehfilm der Krimireihe Vienna Blood aus dem Jahr 2019 von Umut Dağ mit Matthew Beard als Arzt und Psychoanalytiker Max Liebermann und Juergen Maurer als Wiener Kriminalbeamten Oskar Rheinhardt. Das Drehbuch von Stephen Thompson basiert auf den Liebermann-Krimis von Frank Tallis.
Die Erstausstrahlung erfolgte am 25. November 2019 auf BBC Two und ORF 2 am 1. November 2020 im Zweikanalton. In Deutschland wurde der Film im ZDF erstmals am 22. November 2020 gezeigt.

## Handlung
In ihrem zweiten gemeinsamen Fall untersuchen der Wiener Kriminalbeamte Oskar Rheinhardt und der Arzt und Psychoanalytiker Max Liebermann im Jahr 1907 die Morde eines Serientäters. Während der Verlobungsfeier von Max und Clara wird Oskar an den Tatort, das Bordell von Madame Borek am Spittelberg, gerufen, wo vier Frauen ermordet wurden. Max verlässt seine eigene Verlobungsfeier, um Oskar bei den Ermittlungen zu unterstützen.
Zur Handschrift des Serienmörders gehören groteske Verstümmelungen und eine scheinbar zufällige Auswahl der Opfer. Am Tatort wird keine Tatwaffe gefunden. Oskar verhaftet mit seinem Team Victor Krull, der das Bordell wie auch Josefine, eine der dort tätigen Damen, regelmäßig besuchte. Während die anderen drei Opfer blutüberströmt vorgefunden wurden, wurde die Leiche von Josefine gewaschen und aufgebahrt, in ihren Händen wird ein Kreuz gefunden.
Viktor Krull selbst schweigt, seine Mutter attestiert ihm geistige Unzurechnungsfähigkeit. Die bei Krull gefundenen Blutspuren werden durch seine Tätigkeit im Schlachthof erklärt. Rheinhardts Vorgesetzter Strasser besteht darauf, die Presse über die Festnahme zu informieren, allerdings ist Max nicht davon überzeugt, dass es sich bei Krull um den gesuchten Täter handelt. Laut Krulls Mutter hatte ihr Sohn sein gesamtes Geld bei Josefine ausgegeben. Max ist der Meinung, dass Krull nach Josefine süchtig war, er somit kein Motiv gehabt habe, sie umzubringen. Laut Max hat Krull die Leiche von Josefine gefunden, sie gewaschen und aufgebahrt. Max verdächtigt dagegen einen Offizier des Mordes, als Tatwaffe vermutet er einen Offizierssäbel.
Privat zweifelt Max Liebermann an seiner bevorstehenden Hochzeit, da er von seiner ehemaligen Patientin Amelia Lydgate, die im Naturhistorischen Museum arbeitet, weiter fasziniert ist. Im Krankenhaus untersuchen Professor Gruner und Max Liebermann den Patienten Bieber. Er gilt als besessen, weil er an die wahre Liebe glaubt, und lässt Max weiter an seiner zu Clara zweifeln. Max lässt im Museum von Amelia das gefundene Blut untersuchen. Diese findet heraus, dass es sich bei dem bei Krull gefundenen Blut um Tierblut handelt. Währenddessen wird Krull in seiner Gefängniszelle auf Anordnung eines Polizeibeamten von zwei Landstreichern ermordet.
Als Beweis für die Unschuld von Krull sieht Oskar den darauf folgenden Mord an einem tschechischen Geflügelhändler, der nach demselben Muster umgebracht wurde. An der Wand findet sich eine Schmiererei, eine weitere finden sie im Bordell. Das Symbol, eine Rune, findet sich auch auf einem nationalistischen Pamphlet, das Graf von Triebenbach, der plant, in die Geschäfte von Mendel Liebermann zu investieren, bei den Liebermanns hinterlassen hat. Als Urheber des Schreibens wird die Bruderschaft des Urfeuers genannt, als Maler des Bildes scheint darauf Andreas Olbricht auf, der sie auf die Spur der Bruderschaft führt. Gastgeber eines der Treffen ist Gustav von Triebenbach, anwesend ist auch dessen Neffe, der Offizier Ruprecht Hafner. Max stellt von Triebenbach bezüglich des Pamphlets zur Rede, Triebenbach leugnet jedoch die Urheberschaft. Währenddessen macht Ruprecht Clara den Hof.
Nach einem weiteren Mord an einem Afrikaner vermutet Oskar einen nationalistischen Hintergrund, Opfer waren immer Zuwanderer. Während einer Aufführung der Zauberflöte, die Max gemeinsam mit Clara besucht, hat er eine Eingebung. Nach einer getöteten Schlange im Fall von Inspektor von Bülow, die in der Nähe vom Mozart-Denkmal aufgehängt wurde, sieht Max im getöteten Geflügelhändler die Figur des Papageno, im getöteten Afrikaner die Figur Monostatos und in den drei getöteten Prostituierten die drei Damen der Königin der Nacht.
Nachdem Mendel Liebermann Triebenbach wegen seiner nationalistischen Ideologie den Vertrag aufkündigt, meint dieser, dass Liebermann als Jude Hilfe brauche und die Kündigung nicht ohne Konsequenzen bleibe. Max verdächtigt den Offizier Ruprecht Hafner, die Morde begangen zu haben, kann dies jedoch nicht beweisen. Um Max zu beweisen, dass sie ihm eine Hilfe sein kann, schreibt Clara Hafner einen Brief. Bei einem daraufhin stattfindenden Treffen der beiden äußert sie, ihn näher kennenlernen zu wollen. Ruprecht versucht bei diesem Treffen Clara zu vergewaltigen, wird daran aber von Max gehindert. Er fordert Max daraufhin zum Duell im Wienerwald, als Sekundant fungiert Inspektor von Bülow, er soll ein allfälliges Geständnis bezeugen.
In der Nacht vor dem Duell wird Oskar niedergeschlagen. Während des Duells leugnet Ruprecht, die Morde begangen zu haben, verdächtigt jedoch einen anderen Dragoner. Max vermutet, dass Oskar im Spiel des Serienmörders die Figur des Sarastro darstellen soll. In der Unterbühne des Opernhauses stößt er auf den Dragoner und Maler Andreas Olbricht, der Oskar gefangen hält und mit seinem Säbel bedroht. Olbricht, der eine traumatische Kindheit hatte, sieht sich selbst als Prinz Tamino. Die Zauberflöte wurde gespielt, während vor vielen Jahren seine Mutter vergewaltigt wurde. Durch die Morde an den Figuren aus der Oper wolle er seine Albträume töten. Schließlich kann er von der Polizei festgenommen werden. Clara, die Max’ Gefühle für Amelia Lydgate ahnt, löst die Verlobung auf.

## Produktion
Die Dreharbeiten zu Königin der Nacht fanden gemeinsam mit dem dritten Teil Der verlorene Sohn vom 11. Februar bis zum 12. April 2019 in Wien und Umgebung statt.
Unterstützt wurde die Produktion vom Filmfonds Wien, dem Fernsehfonds Austria und dem Land Niederösterreich, beteiligt waren der Österreichische Rundfunk und das ZDF.
Produziert wurde die Serie von der österreichischen MR Film und der britischen Endor Productions, an der die Red Arrow Studios beteiligt sind. Für das Kostümbild zeichnete Thomas Oláh verantwortlich, für die Ausstattung Bertram Reiter und für das Maskenbild Michaela Payer. Das Drehbuch schrieb der Engländer Stephen Thompson, der für drei Folgen der englischen Fernsehserie Sherlock die Drehbücher verfasst hat.
Gedreht wurde auf Englisch, die deutschsprachigen Schauspieler synchronisierten sich für die deutschsprachige Fassung selbst.

## Auszeichnungen und Nominierungen
Romyverleihung 2021
- Nominierung in der Kategorie Beste Regie TV/Stream (Umut Dağ)[12]